# 1910年古巴飓风
1910年古巴飓风（英語：1910 Cuba hurricane）又名五日气旋（英語：Cyclone of the Five Days），是一场于1910年10月袭击古巴和美国的不寻常破坏性热带气旋。系统于10月9日在加勒比南部形成，并在向西北方向移动的过程中增强，于10月12日成为飓风。从古巴最西端经过后，风暴于10月16日达到最高强度，相当于现代所采用萨菲尔-辛普森飓风等级下的四级飓风。同日，飓风以逆时针方向行进并再次袭击古巴。接下来向佛罗里达州逼近，从佛罗里达礁岛群附近登陆。经过该州后，飓风在美国东南部海岸徘徊并进入大海。
由于风暴行进路线诡异，起初的报告中认为是有两场气旋先后袭击古巴。这一路线当时经过大量探讨，最终达成共识属单场风暴。针对系统的分析也非常有利于对类似天气系统路径的了解。
这场飓风是古巴历史上最严重的自然灾害之一。大范围地区受到破坏，数以千计的居民流离失所。风暴还对佛罗里达州产生大范围影响，许多房屋被毁并出现洪灾。虽然缺乏经济损失总额的统计数据，但估计哈瓦那的损失就超过100万美元（1910年美元，相当于2025年的3375萬美元），佛罗里达礁岛群也有25万美元（1910年美元，相当于2025年的844萬美元），单古巴就有至少100人因风暴丧生。

## 气象历史
10月9日，加勒比海最南端、巴拿马以北海域的一股热带扰动发展成1910年大西洋飓风季的第五号热带低气压。系统稳步向西北方向移动，于10月11日达到热带风暴强度并继续增强，再于次日成为飓风。10月13日，古巴西南方向海域发现了这场风暴的踪影。10月14日清晨，飓风强度短暂达到现代萨菲尔-辛普森飓风等级下的三级飓风强度，然后开始沿古巴最西面海岸登陆，在穿越该岛过程中有一定程度减弱。进入墨西哥湾后，飓风的行进速度明显放缓。
由于受到北面高气压区的转向气流影响，风暴开始向西北方向飘流，并在墨西哥湾的温暖水域上空迅速强化。气旋的路径形成一个密实的逆时针环，并在这一过程中发展得越来越成熟。10月16日，飓风达到最大持续风速每小时240公里，最低气压924毫巴（百帕，27.29英寸汞柱）的最高强度。系统转向东北，再次逼近古巴西部，并于10月17日加速朝佛罗里达半岛进发。风暴中心从基韦斯特岛西部掠过，并在罗马诺角附近登陆。进入陆地后，风暴向正北方向移动了一段时间，然后退化成热带风暴。气旋在佛罗里达州东北部开始迂回向东北方向前进，反复在美国东南部海岸徘徊后进入大海。估计风暴于10月23日消散。
这场风暴的行进路径很不寻常，在古巴附近形成逆时针环路，以致初步报告中认为该岛实际上受到了两个气旋的袭击。《月度天气回顾》（Monthly Weather Review）中称这是一起涉及多股扰动的天气事件，还有报告中称第一场飓风穿越古巴后在墨西哥湾中部消散，随后形成的第二场飓风又袭击了佛罗里达州。当时这场风暴的行动路线还经过了许多次讨论。之后，气象学家在对其他飓风进行观测的过程中发现其中出现了与这场飓风类似的路径，这些认识使得1910年的这场风暴最终认定为单场飓风。10月19日，《华盛顿邮报》在报道中称：“到底是有两场风暴在过去一周内肆虐古巴水域，还是同一场风暴两度到访古巴，然后穿越其后方的佛罗里达州南部，这点仍然有待确定。如果后一种假设是正确的，那么风暴在进入墨西哥湾后的转向必定突然且急剧得异乎寻常”。

## 影响
10月15日，基韦斯特周围半径800公里范围内的所有船只都收到警告有风暴逼近，许多船只因此在港口停靠。整个地区都收到了风暴警告和公告。

### 古巴
风暴给古巴造成严重破坏，是该国有纪录以来造成最恶劣影响的热带气旋之一。狂风暴雨摧毁了庄稼，许多种植园受损，还淹没了许多街道。比那尔德里奥省下布埃尔塔的烟草受灾特别严重。多个乡镇严重受损甚至彻底被毁。卡西尔达变得满目疮痍，瑪雅貝克省的巴塔瓦诺镇被洪水淹没，飓风还切断了多个内陆地区的通讯。有报道认为，大部分人员伤亡和财产损失都发生在比那尔德里奥省。
《纽约时报》报道称，古巴“可能遭受了其整个历史上最严重的物质灾难”。据报道，有数以千计的农民因这场气旋导致无家可归。哈瓦那也遭受了重大损失，海岸沿线许多运载有贵重货物的轮船沉没。风暴还对存放在当地码头和驳船上的货物导致严重破坏。海岸受到巨浪冲击，多处沿海地区被淹。大量船只和小型水运工具毁于一旦。哈瓦那海滨有约2.6平方公里陆地变成汪洋。马勒孔（Malecón）的海堤决堤，洪水淹没了当地道路和住宅区。
估计有上百人失去了生命，其中大部分是因泥石流丧生，哈瓦那有5人遇难。不过有报道称死亡人数达到700之多。根据初步估计，风暴对古巴造成的经济损失约为数百万美元，其中哈瓦那占了100万美元，大部分是因海关在这里所搭建的工棚中存放的大量贵重物品受损造成。部分工棚被卷至800米外，狂风还撕开了主要仓库的屋顶。飓风过去后——当时大部分人还认为这是两场风暴——开始出现“第三场风暴逼近”的谣言，不过在此以后整个1910年大西洋飓风季期间都没有再出现已知的风暴。

### “霍利斯伍德号”
一艘于10月1日离开新奥尔良的四桅帆船“霍利斯伍德号”（Holliswood）在墨西哥湾为风暴所困，其上运载有柏木。船员与风暴奋战了数日之久，最终切断桅杆避免船只倾覆。船上到处是水，并被狂风刮离航线数英里远。据船主保罗·曼戈尔德（Paul Mangold）所说：
12号，周三，我们开始遇到飓风。我们只展开很少的帆布继续航行。星期六清早，我们遇到了风暴的全部风力。我们设法收起了帆，在飓风中继续飘流。狂风在我们周围以约时速100英里强度盘旋。海水从四面八方向右舷扑面涌来，看起来我们遇上真正的麻烦了。
“哈罗德号”（Harold）汽船发现了在飓风中挣扎的霍利斯伍德号，并前去营救了除船长··沃尔斯（E. E. Walls）以外的所有船员，沃尔斯选择留下来，要求众人回去后“向老板报告我（的作为）”。这时霍利斯伍德号已经严重受损，船仓和船舵均已被毁。船员告知船长，这艘船在5个小时内就会沉没，但他仍坚持留下。哈罗德号离开后，沃尔斯船长在没有食物、也没有淡水的情况下与风暴搏斗了数天之久。10月20日，“帕克伍德号”（Parkwood）发现了昏迷的沃尔斯，不过起初担心他已经死亡。上船后，沃尔斯恢复了意识，据称还开始胡言乱语，要求回到霍利斯伍德号上去。最终，帕克伍德号船长同意将受创严重的霍利斯伍德号拖回港口。

### 佛罗里达州南部
基韦斯特的气压从10月12日午夜开始下降，风暴这时正从西南方向逼近。10月13日晚，当地开始降下暴雨，风速逐渐加快，于10月14日达到每小时80公里。阵风时速达到180公里，风暴潮有4.6米高；该地区的涌浪也“异常之高”。许多船坞被毁，10月17日，美国国家气象局办公室的地下室被淹。雨量计在测得99毫米降水后被卷入大海。佛罗里达礁岛群受到中等程度破坏，估计损失数额约为25万美元左右。财物损失主要局限在海岸沿线的建筑物受损。

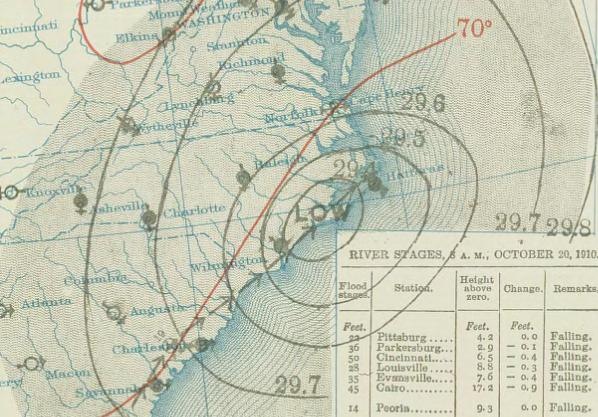
10月20日风暴的天气图

随着风暴向西行进，坦帕及其附近地区开始受到影响。强烈的东北风将海水刮出坦帕湾，直到这里纪录下历史最低水位。气压降至961毫巴（百帕，28.4英寸汞柱），从大沼泽地国家公园最南端的弗拉明戈（Flamingo）到罗马诺角之前海岸沿线受到狂浪冲击。海浪继续向内陆进发，迫使幸存者爬到树上躲避。坦帕以北地区所受影响较轻，但该州西南部受到的破坏程度加重，当地部分柑橘作物被毁。从坦帕到杰克逊维尔之间及其南面地区普遍遭受了财物损失。狂风掀开民房的屋顶，还将部分建筑物扯离地基。
蓬塔戈尔达有多艘古巴纵帆船被毁，导致7名男子遇难。附近还有一名男子和一个婴儿因遭遇风暴潮溺亡，另有一人试图穿过涨水的河流时淹死。法国蒸汽船“路易斯安那号”（Louisiane）满载600名乘客冲到了岸上，幸运的是所有人都由缉私船“福尔伍德号”（Foreward）所救。

### 佛罗里达州东北部和美国南部
大西洋海岸受到的破坏程度较轻，美国国家气象局驻朱庇特办事处报告称：“这个时候降水造成的破坏比狂风还要严重。从3到13号每天都在下雨，总计降雨量有151毫米，从风暴来袭开始，溪流和平坦的树林里就充满了水。从14到18日又下了362毫米的雨。河流附近的水湾关闭，水位比通常的高水位还要高2.4米，像这样平坦的乡间，几乎所有的土地都被0.3到2.4米的洪水淹没。幸运的是，海水水位仍然比较低，并且相对平静，这样洪水就可以从水湾流入大海。
朱庇特市附近有大量松树被狂风刮倒，迈阿密附近的小海地（Little Haiti）有一人被倒塌的木材砸中导致伤重不治。许多小型船舶、码头和船库受到持续性的破坏，不过除此以外东海岸所受影响比其他地区要小。佛罗里达东海岸铁路部分铁轨被洪水冲走，预计维修费用会相当高昂。博卡拉顿有一艘美国帆船被吹到岸上，导致3人遇难，其他船员被困了12小时后获救。估计这些地区的柑橘作物也受到了不同程度的影响。
风暴在向海上前进过程中从杰克逊维尔以西不远处掠过。该市及周边所受影响很小，但持久的东北风导致沿海低洼地区出现洪灾。向北直至乔治亚州和南卡罗来纳州境内都出现了轻度洪灾，起初由于城市间通讯中断导致各州受损程度的报道出现夸大。10月18日清晨，萨凡纳开始降下小雨；到了10月19日，风速已经达到每小时110公里。不过有报道称，该市所受最严重破坏主要来自高涨的潮水而非狂风。部分河流溢出，淹没了周边的农田。南卡罗莱纳州查尔斯顿也受到了轻度破坏。